# Teona Akoubardia
Teona Akoubardia (en géorgien : თეონა აქუბარდია ; née le 9 octobre 1978 à Tbilissi) est une historienne, experte en sécurité et femme politique géorgienne. Académicienne de profession, elle travaille au sein du secteur civil dans le secteur de la sécurité nationale et rejoint la sphère politique en 2014 par sa nomination comme vice-présidente du Conseil de sécurité nationale de Géorgie par le président Giorgi Margvelachvili, une position qu'elle maintient jusqu'en 2018. Membre de l'opposition contre le parti au pouvoir depuis 2020, elle est élue au Parlement lors des élections législatives de la même année.

## Biographie
Teona Akoubardia est née le 9 octobre 1978 à Tbilissi, alors en République socialiste soviétique de Géorgie, fille du journaliste Davit Akoubardia. Elle poursuit ses études à l'Université d'État de Tbilissi, d'où elle reçoit un diplôme en diplomatie en 2002, puis d'histoire des relations internationales en 2005. Elle reçoit plus tard un doctorat d'histoire de la même université. En 2016, elle reçoit un diplôme en sécurité et stratégie internationale du Royal College of London puis continue pendant un an des études au Royal College of Defense du Royaume-Uni. Elle continue aujourd'hui des études doctorales sur le révisionnisme russe et la guerre hybride de la Russie contre la Géorgie.
Akoubardia travaille dans le secteur civil à partir de 2005, rédigeant de nombreux articles sur l'importance du contrôle démocratique sur les forces armées, notamment durant la période de croissance militaire sous le régime de Mikheïl Saakachvili. En 2008, elle fonde le Conseil de défense et sécurité civile, une organisation non-gouvernementale étudiant les relations entre l'État et l'armée géorgienne. Elle devient aussi professeur à la Georgian Institute for Public Affairs et à la Georgian Open University.
En 2014, elle est nommée par le président Giorgi Margvelachvili comme vice-présidente du Conseil de sécurité nationale de Géorgie. Elle garde cette position jusqu'à son abolition par les amendements constitutionnels de 2018. En 2018, elle s'oppose ouvertement au changement de la Constitution géorgienne qui retire le Conseil de sécurité nationale de la supervision du Président, qui sert comme commandant-en-chef des forces armées géorgiennes. Elle rejoint par la suite la direction de l'ONG Georgian Strategic Center Analysis financé par la Turquie et affilié à l'opposition contre le gouvernement du Rêve géorgien.
Le 30 juillet 2020, elle rejoint Stratégie Aghmachenebeli (SA), le parti créé par l'ancien vice-ministre de la Justice du gouvernement de Saakachvili, Giorgi Vachadzé. Faisant partie de la liste électorale du SA dans les élections législatives de cette année, elle est l'une des trois élus SA à la 10e convocation du Parlement de Géorgie. À la suite d'allégations de fraude électorale, la SA est l'un des sept partis parlementaires à refuser d'entrer au Parlement et à proclamer un boycott, mais Akoubardia reste l'une des supporters des négociations avec le gouvernement géorgien, une position différente de celle de l'opposition radicale qui fait appel à des manifestations pour renverser le gouvernement. Le boycott pousse le pays dans une crise politique, une crise qui dure jusqu'au pardon par la présidente Salomé Zourabichvili du prisonnier Guiorgui Rouroua et à la signature d'un accord entre les partis politiques sous les auspices du président du Conseil européen Charles Michel le 19 avril 2021. Akoubardia signe l'accord le 20 avril et commence ses fonctions de député le 27 avril.